# Forza Horizon 5
Forza Horizon 5 es un videojuego de carreras multijugador en línea y de un jugador desarrollado por Playground Games y publicado por Xbox Game Studios. Es el quinto título de Forza Horizon y la duodécima entrega principal de la serie Forza. El juego está ambientado en una representación ficticia de México.
Desde el 9 de noviembre de 2021, el videojuego ya está disponible en Xbox Game Pass.
Fue coronado al juego más esperado en los E3 2021 Awards, y cuenta con un extenso mundo abierto por explorar, desde híbridos ecosistemas que van desde playas, ciénagas, cañones, costas tropicales, todos con ambientación en México.
El 30 de enero de 2025 se informó que el juego llegará a Playstation 5 el 29 de abril estando desde el mismo día disponible para agregar en lista de deseos.

## Argumento

### Ubicación de la serie
Anunciado durante el Xbox & Bethesda Showcase durante el E3 2021, el juego está ambientado en una representación ficticia de México. Forza Horizon 5  se lleva a cabo en México con un modo de campaña aventurero que lleva al jugador a través del país y la inclusión del trazado de rayos en Forzavista.

### Sinopsis
Forza Horizon 5 se ambienta en 11 ecosistemas distintos recreados desde México, que van desde campos hasta volcanes nevados, inclusive la gran ciudad de Guanajuato. Según detalla Microsoft y Don Arceta, director de arte del juego, cada ecosistema cambiará según la estación en donde se viva. Si se habla de primavera, se ambientará en época de lluvia en las selvas, así también como en el verano, la costa tendrá intensas tormentas. Aunque aún no se detallan si las fotos son reales o no.

## Sistema de juego
Forza Horizon 5 es un videojuego de carreras ambientado en un entorno de mundo abierto con sede en México. El juego tiene el mapa más grande de toda la serie Forza Horizon, siendo 50% más grande que Forza Horizon 4. El director creativo, Mike Brown, describió el mapa como uno de los mapas de Forza Horizon más diversos que el equipo ha construido. El mapa contiene áreas como un volcán activo de caldera, selvas y playas, y ciudades como Guanajuato. Los jugadores pueden explorar el mundo abierto libremente, aunque también pueden competir en carreras multijugador y completar el modo campaña. Tanto los coches que aparecen en el juego como el personaje del jugador se pueden personalizar ampliamente. El juego es el primero de la franquicia que admite el trazado de rayos en los coches (aunque solo está disponible en ForzaVista).
Presenta también un nuevo sistema meteorológico (clima local), en el que los jugadores pueden visitar un lado del mapa y pueden ver visiblemente una tormenta. Debido a que México es una nación tan vasta con un rango tan amplio de elevaciones, aparecerían múltiples climas en el juego aproximadamente al mismo tiempo. Las cuatro estaciones todavía existen, pero afectarían a los once biomas únicos alrededor del mapa. Por ejemplo, en la estación seca, aparecerán tormentas de polvo, mientras que las tormentas tropicales ocurren durante la temporada de tormentas de otoño. Otro detalle está en la selva, en la que ahora el ambiente reaccionaría al clima; un ejemplo de esto son las hojas volando por todas partes.
Una de las principales novedades es el Horizon Arcade. Consiste en una serie de minijuegos multijugador esparcidos por el mapa. Uno de estos minijuegos multijugador es "Piñata pop", donde el avión de carga del Horizon Festival deja caer piñatas. El objetivo es hacer estallar tantas piñatas como puedan con la ayuda de otros jugadores. También presenta el "EventLab", un conjunto de herramientas en el que los jugadores pueden crear juegos personalizados, carreras y más, según sus preferencias personales. Se introdujo una nueva función llamada "Forza Link". Según Brown, es un asistente de IA que rastrea el estado actual de los jugadores, ayudándolos a conectarse con otros jugadores en línea y jugar juntos. Forza Link también puede vincular los sistemas GPS de los jugadores si aceptan la invitación de otro jugador.

## Desarrollo
Forza Horizon 5 fue siendo desarrollado por Playground Games. El objetivo del equipo era crear un juego cuya escala fuera significativamente mayor que la de sus predecesores. El equipo eligió a México como escenario del juego debido a su paisaje diverso y variado. Lo asoció con artistas mexicanos para crear los murales del juego y músicos mexicanos para crear las bandas sonoras del juego. También envió un equipo a visitar México para capturar datos del cielo y la luz del mundo real. El juego utilizó datos de fotogrametría ampliamente para hacer que el entorno virtual del juego se pareciera a su contraparte de la vida real. Un ejemplo de esto son las rocas en el costado del volcán caldera donde se pueden ver con tanto detalle. Los objetos individuales, como las agujas de los cactus cholla, también se pueden mostrar en el juego (aunque esto solo está disponible para las consolas de la serie Xbox a partir de ahora).
Durante la transmisión del Xbox Games Showcase, el director creativo, Mike Brown, revela que eligieron a México como ambientación debido a su cultura, arquitectura, en el que su geografía es muy extensa, afirmó.

México es un país que es casi como el mundo entero en un solo país, tiene montañas nevadas, cañones épicos, hermosas ciudades históricas, costas impresionantes, selvas, colinas, tierras de cultivo, múltiples tipos diferentes de desierto… simplemente lo tiene todo y luego le agregas el hecho de que tiene esta cultura que es conocida y amada en todo el mundo, el arte, la música, la gente, no podría haber una opción más emocionante para el festival Horizon que México. Desde el principio, sabíamos que queríamos crear el Horizon más grande de todos los tiempos y no llegas tan lejos por ese camino antes de darte cuenta de que no tiene sentido hacer el más grande a menos que también sea el más diverso, porque de lo contrario, estás simplemente agregando más de lo mismo.

Brown había explicado también que Forza Horizon 5 había sido trabajado también por pintores y artistas mexicanos, esto para darle autenticidad al juego, así también con compositores y músicos para algunas composiciones originales y actores de voz para que todas las voces se sientan auténticas. 
El equipo viajó a México para grabar más de 400 horas de los cielos mexicanos a una resolución de 12k, para recrear el cielo y la iluminación de la manera más auténtica. El resultado no es más que 2000 configuraciones de cielo predefinidas, a diferencia de las 300 que poseía su antecesor.
Los encargados de esta misión tuvieron que volver a su oficina ubicada en el Reino Unido ya que todos los archivos pesaban 75 TB y eran incapaces de subirlos a sus servidores en remoto.

## Recepción
Forza Horizon 5 recibió un "reconocimiento universal", según Metacritic. PCGamesN otorgó al juego un 9 sobre 10, afirmando: "Familiar, excelente y pulido hasta un grado que casi no parece posible. Si te encanta llevar Porsches clásicos a pasear por entornos en los que un poeta grita, entonces estarás muy feliz aquí ".

### Promoción
El juego se anunció durante la exhibición de Microsoft y Bethesda en el E3 2021, revelando su tráiler de 2 minutos junto a varias capturas de pantalla. El juego se lanzó mundialmente para Windows, Xbox One, Xbox Series X y Series S el 5 de noviembre de 2021.

### Desempeño comercial
Antes del lanzamiento del juego, el 9 de noviembre, más de 1.2 millones de jugadores habían accedido al juego comprando la edición premium del juego o el paquete de complementos premium como suscriptor de Xbox Game Pass, con Video Game Chronicle estimando ingresos brutos entre 54 millones y 118 millones antes del lanzamiento. El juego también alcanzó el número 1 en las listas semanales de Steam durante la semana del 1 al 7 de noviembre de 2021. Phil Spencer, director de Xbox, anunció que más de 4.5 millones de personas han jugado el juego en menos de 24 horas después del lanzamiento; el lanzamiento más grande para un juego de Xbox Game Studios, mientras que también tuvo tres veces más jugadores concurrentes que Forza Horizon 4.

### Premios y reconocimientos
| Año                  | Premio                              | Categoría | Resultado | Ref(s) |
| -------------------- | ----------------------------------- | --------- | --------- | ------ |
| 2021                 |                                     |           |           |        |
| The Game Awards 2021 | Mejor diseño de audio               | Ganador   | [ 56 ]    |        |
| The Game Awards 2021 | Innovación en Accesibilidad         | Ganador   | [ 56 ]    |        |
| The Game Awards 2021 | Mejor juego deportivo               | Ganador   | [ 56 ]    |        |
| The Game Awards 2021 | Voz de Jugadores                    | Nominado  | [ 56 ]    |        |
| IGN                  | Avance notable en accesibilidad     | Ganador   | [ 57 ]    |        |
| IGN                  | Mejor juego de carreras             | Ganador   | [ 58 ]    |        |
| IGN                  | Mejor juego exclusivo para consolas | Ganador   | [ 59 ]    |        |
| IGN                  | Juego del año                       | Ganador   | [ 60 ]    |        |